# 대주산업
대주산업(Daejoo Inc.)는 대한민국의  곡물 사료 기업이다. 본사는 서울특별시 광진구 천호대로 549, 20층에 위치해 있으며 대표이사는 정은섭, 정석원이다. 양축사료와 반려동물을 위한 특수사료를 제조한다.

## 역사
1962년 예산농원으로 설립되어 1965년 9월 한국축산개발, 1979년 11월 현재의 상호로 변경되었다. 1992년 7월 코스닥시장에 상장하였다. 2025년 1주당 40원을 현금 배당하였다.

## 공장
- 인천광역시 동구(닭, 소, 돼지 등이 먹는 양축사료 생산)
- 충남 서천군 장항(개, 고양이가 먹는 사료인 특수사료 생산)

## 종속기업
- 농업회사법인남부팜

## 브랜드
- 대주펫푸드

## 테마주
세종시 인근에 공장과 토지를 보유하고 있다는 이유로 세종시 행정수도 이전 정책에 따른 수혜주로 여겨지고 있다.

## 같이 보기
- 사료

## 참고 문헌
1. ↑  송민화, 곡물 수출 NO…한일사료·대주산업 일제히 급등, 한국경제, 2023년 7월 18일
2. ↑  고두형, 대주산업 대표에 정석원, 아버지 정은섭과 각자대표이사 꾸려, 비지니스포스트, 2020-02-25
3. ↑  구완서, 한국IR협의회 기업리서치센터 기술분석보고서-대주산업, 2021-11-11
4. ↑  대주산업, 1주당 40원 현금배당 결정 이데일리 2025-02-25
5. ↑  “계룡건설·성신양회·대주산업 등 세종시 정책 관련株 급등”. 《영남일보》. 2025년 4월 21일. 2025년 4월 21일에 확인함.